# Chiesa di Maria Santissima del Carmine (Napoli)
La chiesa di Maria Santissima del Carmine è una delle storiche chiese di Napoli; si erge nel centro storico, in via Fontanelle, al termine del vallone della Sanità.

## Storia
Dopo che nel 1872 il Cimitero delle Fontanelle fu affidato alla cura del canonico Gaetano Barbati, fu allestita una chiesa all'interno del complesso cimiteriale. Tuttavia era necessaria la costruzione di una chiesa vera e propria. La chiesa, i cui lavori cominciarono nel 1878, fu collocata dinanzi l'ingresso della navata sinistra del cimitero (dove è collocata la chiesa rupestre interna) e fu consacrata nel 1884.

## Descrizione
La struttura è caratterizzata da una facciata molto semplice, con semplici lesene, timpano triangolare ed un campanile poco più alto della chiesa. L'interno è a navata unica con abside semicircolare e tre piccole cappelle per lato. Si conservano dei dipinti d'epoca, talvolta firmati, come la Madonna con il Bambino e le anime purganti (nell'edicola dietro l'altare maggiore) di Pietro Lamonica (padre del più noto Giuseppe) e la Madonna con il Bambino di Giuseppe Bellisario (sul secondo altare a destra), e talvolta anonimi, come il Sant'Antonio Abate e angeli (sul terzo altare a sinistra).
Nel 2016 sulla facciata della canonica e del campanile della chiesa è stato realizzato un murale ad opera degli artisti Mono Gonzalez, Tono Cruz e Sebastian Gonzalez. 
La chiesa, sede della parrocchia delle Fontanelle, è utilizzata per le celebrazioni liturgiche e costituisce il biglietto da visita alle cave. 

Poco prima della costruzione del tempio, molte donne del popolo nominate "'e maste", cioè le donne-capo, disposero in maniera più ordinata tutti i resti mortali presenti sul luogo, come viene ben ricordato dalla chiesa in questione, attraverso la lapide posta sulla facciata e che tende a ricordare tutti i morti di pestilenza, povertà o nelle carceri, prevalentemente anonimi: